# Goatmoon (EP)
Goatmoon è il primo EP dell'omonima one man band black metal finlandese, pubblicato il 9 luglio 2009.

## Tracce
1. Ghostforest Part I – 2.26
2. Ghostforest Part II – 1.58
3. Storming Through Whitelight Part I – 2.10
4. Storming Through Whitelight Part II – 3.32

## Formazione
- BlackGoat Gravedesecrator - voce e strumenti

### Altri musicisti
- Harald Mentor - chitarra
- Lord Satanachia - voce in Ghostforest Part II